# Ábalos
Ábalos és un municipi de la Rioja, a la regió de la Rioja Alta, al marge esquerre del riu Ebre, prop d'Haro. Limita al nord amb la Sierra de Toloño i el port d'Herrera, al sud amb San Asensio i Baños de Ebro, a l'est amb Samaniego i Villabuena de Álava, i a l'oest amb San Vicente de la Sonsierra.

## Història
En la Crònica Albeldense s'esmenta la famosa expedició que va portar a terme Alfons I, rei d'Astúries per la ribera de l'Ebre el 740. En aquella època Ábalos formava part, com la major part del territori peninsular, del regne musulmà de Còrdova. En aquest relat es refereixen les localitats destruïdes: Mirandam (Actual Miranda de Ebro), Revendecam, Carbonariam, Abeicam (Ábalos, des d'on va creuar l'Ebre), Brunes (podria ser Briones però no és del tot segur), Cinissariam (actual Cenicero) i Alesanco. Posteriorment el domini de la zona va tornar a mans musulmanes fins a la definitiva conquesta de la mateixa de finals del s. IX i principis del s. X.
En els segles xi i xii apareix diverses vegades citada la vila en els documents del Monestir de San Millán, on està sepultat Lope de Ábalos, comte d'Àlaba i senyor d'Ábalos. Entre elles segons recull el bisbe Sandoval, la donació de l'església de San Félix al Monestir de San Millán, realitzada per Gonzalo Núñez i la seva esposa donya Godo en 1084. En el segle XV sabem que Ábalos era llogaret de San Vicente de la Sonsierra, el senyoriu del qual ostenten diferents personatges: Pedro Velasco, Pedro Girón, Juliana Aragó, Bernardino Velasco, etc. sempre a causa de diferents vicissituds com donacions per agraïment, venda directa o herència. El 1397 Carles III de Navarra va concedir a Rui López de Dábalos el poble, amb tots els seus terrenys i drets excepte els reals de sobirania i apel·lació al tribunal del Rei.
Ábalos era un llogaret de San Vicente de la Sonsierra, que el seu señorio va ser donat per Joan II de Navarra el 1430 al general Pedro Fernández II de Velasco, passant després a ser tutelada la seva propietat per diferents llinatges, bé per donacions, herències, agraïments o venda, entre ells Pedro Girón, Juliana Aragó, Bernardino Fernández de Velasco, fins a recaure en Juan Hurtado de Velasco, Comte de Castilnovo, qui va autoritzar el 5 de juliol de 1653 la separació de la localitat respecte de San Vicente, previ pagament de 449.800 maravedíns, encara que va continuar pertanyent al Senyoriu de San Vicente fins a l'any 1727, en el qual per deutes contrets pels Comtes de Castilnovo, senyors del moment, el senyoriu va ser posat en pública subhasta pel Tribunal de la Inquisició de Logronyo, sent adjudicat als veïns que van licitar fins als 53500 maravedins i des de llavors Ábalos és vila independent.

## Personatges i·llustres
- Jose Fermín Gurbindo (5 de febrer de 1935 - 4 de març de 1985) Músic i compositor. Excel·lent acordeonista.
- Francisco Antonio Ramírez de la Piscina (- 1724), sacerdot, catedràtic de Dret a Salamanca, i Comissari General de la Santa Croada,
- Martín Fernández de Navarrete y Jiménez de Tejada (Ábalos, 8 de novembre de 1765 - Madrid, 8 d'octubre de 1844. Mariner, escriptor i historiador espanyol.

## Véase tambieén
- Leiva